# Parachela hypophthalmus
Parachela hypophthalmus es una especie de peces de la familia de los Cyprinidae en el orden de los Cypriniformes.

## Morfología
Los machos pueden llegar alcanzar los 16,5 cm de longitud total.

## Hábitat y distribución geográfica
Es un pez de agua dulce, que se alimenta de pequeños peces, insectos y crustáceos, distribuido por ríos y lagos de Malasia, Sumatra y Borneo.